# Las Bellostas
Las Bellostas (en aragonés As Bellostas) es una localidad española perteneciente al municipio de Aínsa-Sobrarbe, en el Sobrarbe, provincia de Huesca, Aragón. Antiguamente tuvo ayuntamiento propio. 

## Situación geográfica
Se sitúa a 17 km de Aínsa y a una altitud de 1.110 metros cerrando el valle del río Vero y entre éste y el río Balcés. 

## Demografía
Ha pasado de tener 23 habitantes en 1980 a tener 15 en 1991 y 10 en 2005, para descender a 9 en 2010.

## Historia
Históricamente le corresponde un lugar destacado en la gestación del reino de Aragón. Cuentan que en un hórreo este lugar estuvo encerrado el conde de Sobrarbe, García el Malo, en el año 814, por su cuñados Céntulo y  Galindo Aznárez, hermanos de su esposa Matrona. García entonces repudió a su esposa, se casó con una hija de Íñigo Arista y, con el apoyo de su nuevo suego y de los Banu Qasi, expulsó a  Aznar I Galíndez a quien sucedió como conde de Aragón.

## Monumentos
Entre sus edificios destaca la iglesia de Santa María, del siglo XVI, con un ábside románico y una de las casas torreadas del Alto Aragón conocida como casa Molinero de Las Bellostas.

## Fiestas
- Día lunes de Pentecostés (junio); se celebra romería en el santuario de Santa María de la Noguera.